# Killer (canción)
«Killer» es una canción de Adamski y Seal. Escrito por Adam Tinley (Adamski) y Seal y producido por Adamski. "Killer" fue un solo logro de Adamski, pero ahora es más notable por introducir a Seal como vocalista. Un gran éxito en el Reino Unido, alcanzó el número uno, pasó cuatro semanas en la cima de las listas en mayo de 1990. En total, el sencillo vendió 400 000 copias en el Reino Unido y ganando de BPI la certificación Oro.
Líricamente, el título de la canción viene de la línea "It's the loneliness that's the killer", que ocurre solo una vez en la introducción a la versión de Seal y nada en la versión de Adamski. La línea de bajo y la melodía de apertura del distintivo teclado durante el coro, sin embargo, se conservan en casi todas las versiones de la canción de alguna forma.
La canción también contiene las letras de "racismo en futuros reyes solo puede conducir a nada bueno, además, todos los hijos nuestros e hijas ya saben en que se siente" ("Racism in among future kings can only lead to no good, besides, all our sons and daughters already know how that feels"), esto se recicló y se utiliza en la canción de Seal "Future Love Paradise" aparece en su álbum debut.

## Lista de posiciones
| Lista (1990)                     | Mejor posición |
| -------------------------------- | -------------- |
| UK Singles Chart                 | 1              |
| Austrian Singles Chart           | 11             |
| Dutch Top 40                     | 2              |
| German Singles Chart             | 2              |
| Irish Singles Chart              | 5              |
| Swedish Singles Chart            | 5              |
| Swiss Singles Chart              | 15             |
| US Billboard Hot Dance Club Play | 23             |

## Versión de Seal
En 1991, Seal volvió a grabar "Killer", para su álbum debut homónimo, producido por Trevor Horn. El sencillo de la versión de Seal alcanzó el puesto #8 en el Reino Unido, apretó en el Billboard Hot 100 en el #100 y alcanzó el puesto #9 en las listas Billboard Hot Dance Club Play con un remix de William Orbit. El video musical para esta versión utiliza la imagen generada por computadora con tema la ciencia ficción, en gran medida en torno a una recreación parcial de M.C. Escher imprimiendo Another World.
El video fue producido y dirigido por Don Searll. La canción ganó en Mejor Video británica en 1992 en los Brit Awards.
El 4 de enero de 2005 vio una nueva versión del sencillo "Killer", que contiene nuevos remixes de los dos temas "Killer" y "Crazy". Esto trajo el sencillo de regreso a la lista Hot Dance Club Play, donde alcanzó el número uno.

### Lista de posiciones
| Lista (1991)                                    | Mejor posición |
| ----------------------------------------------- | -------------- |
| UK Singles Chart                                | 8              |
| Dutch GfK chart                                 | 75             |
| Irish Singles Chart                             | 6              |
| Lista (1992)                                    | Mejor posición |
| US Billboard Hot 100                            | 100            |
| US Billboard Hot Dance Music/Club Play          | 9              |
| US Billboard Hot Dance Music/Maxi-Singles Sales | 14             |
| Lista (2005)                                    | Mejor posición |
| US Billboard Hot Dance Music/Club Play          | 1              |
| US Billboard Hot Dance Singles Sales            | 3              |

### Listado de canciones

#### U.S. maxi-single (2005)
1. «Killer» (Peter Rauhofer remix part 1)
2. «Killer» (Peter Rauhofer remix part 2)
3. «Killer» (Morel's Pink Noise vocal mix)
4. «Killer» (DJ Monk remix)
5. «Killer» (Jim Albert's Loneliness Is the Killer mix)
6. «Crazy» (Ananda Project vocal mix)
7. «Crazy» (Orange Factory mix)

## Versión de George Michael
En 1992, George Michael cantó "Killer" en vivo en el Wembley Arena en una versión que se publicó en el EP Five Live de 1993. "Papa Was a Rollin 'Stone" fue también grabada y comercializada bajo el mismo álbum. Las dos canciones fueron mezcladas juntas como un medley por P.M. Dawn y lanzada como sencillo en 1993. En el sencillo fueron adicionadas algunas mezclas. El cantante también lanzó un video para este, donde no aparece personalmente sin embargo. Fue durante la época en que Michael se negó a explotar su mirar hacia el exterior, cuando creía que iba a distraer a la audiencia de la música, su principal preocupación.

### Lista de posiciones
| Listas (1993)                                   | Mejor posición |
| ----------------------------------------------- | -------------- |
| US Billboard Hot 100                            | 69             |
| US Billboard Hot Dance Music/Club Play          | 5              |
| US Billboard Hot Dance Music/Maxi-Singles Sales | 33             |
| US Billboard Hot R&B/Hip-Hop Singles & Tracks   | 88             |

## Versión de ATB
El acto trance ATB grabó una versión en 1999, lanzado como sencillo el 31 de mayo de 1999 en Alemania y el 19 de septiembre de 2000 en los Estados Unidos. La versión de ATB alcanzó el puesto #4 en el UK Singles Chart y #36 en la lista Billboard Hot Dance Club Play. Con voz por Drue Williams, fue el productor de la primera canción totalmente vocal basada bajo el nombre de ATB.
La canción utiliza elementos de las dos versiones de Adamski y Seal, actualizada con técnicas de producción más contemporánea.

### Lista de canciones
- Killer (Germany release)

1. «Killer» (Video Edit) 4:08
2. «Killer» (Radio Edit) 4:01
3. «Killer» (Killer Mix) 5:56
4. «Killer» (Original Mix) 6:15

- Killer (US release)

1. «Killer» (UK Radio Edit) 3:25
2. «Killer» (Radio Edit) 4:00
3. «Killer» (2000) 5:52
4. «Killer» (Trevor & Simon Remix) 6:50
5. «Killer» (Lost Witness Remix) 7:45
6. «Killer» (Joe Fandango Remix) 7:11
7. «Killer» (Video Edit) 4:06

- Killer CD 1 (UK release)

1. «Killer» (UK Radio Edit) 3:28
2. «Killer» (Lost Witness Remix) 7:48
3. «Killer» (Lock 'n Load Remix) 8:25

- Killer CD 2 (UK release)

1. «Killer» (Killer 2000 Mix) 5:55
2. «Killer» (Trevor Reilly & Simon Foy Remix) 6:52
3. «Killer» (Joe Fandango Remix) 7:11

- Killer (The remixes) (Canada release)

1. «Killer» (UK Radio Edit) 4:02
2. «Killer» (Joe Fandango Remix) 7:16
3. «Killer» (Lost Witness Remix) 7:49
4. «Killer» (Lock N' Load Remix) 8:29
5. «Killer» (Joe Fandango Dub) 5:27
6. «Killer» (Lost Witness Dub) 7:45
7. «Killer» (Trevor & Simon Remix) 8:57
8. «Killer» (Gareth Jones Radio) 3:20

- Killer 2000 (Australia release)

1. «Killer 2000» (UK Radio Edit) 3:26
2. «Killer» 2000 (Killer 2000 Mix) 5:51
3. «Killer 2000» (Lost Witness Vocal Remix) 7:45
4. «Killer 2000» (Lock 'n Load Vocal Remix) 8:23
5. «Killer 2000» (Trevor & Simon Remix) 6:50
6. «Killer 2000» (Joe Fandango Mix) 7:11

### Lista de posiciones
| Listas (1999)                                   | Mejor posición |
| ----------------------------------------------- | -------------- |
| Dutch GfK chart                                 | 25             |
| Dutch Top 40                                    | 22             |
| UK Singles Chart                                | 4              |
| Listas (2000)                                   | Mejor posición |
| US Billboard Hot Dance Music/Club Play          | 36             |
| US Billboard Hot Dance Music/Maxi-Singles Sales | 32             |

## Otras versiones
Otras versiones de "Killer" fueron realizadas por la banda de power metal Angel Dust en el álbum de 2002 Of Human Bondage, el grupo de chicas Sugababes como un lado B de su sencillo de 2003 "Shape" y la banda escocesa de garage rock Sons and Daughters como un lado B de su sencillo de 2003 "Gilt Complex".